# Aberomysis muranoi
Aberomysis muranoi är en kräftdjursart som beskrevs av Mihai Bacescu och Thomas M. Iliffe 1986. Aberomysis muranoi ingår i släktet Aberomysis och familjen Mysidae. Inga underarter finns listade i Catalogue of Life.